# Охмак Іван Миколайович
Іва́н Микола́йович Охмак — старший солдат Збройних сил України.

## Життєпис
Мобілізований в серпні 2014-го. Водій, 128-а окрема гірсько-піхотна бригада.
2 лютого 2015-го загинув під час мінометного обстрілу, виконуючи бойове завдання з усунення пошкоджень зв'язку в базовому таборі під Дебальцевим.
Вдома залишилися батьки та брат. Похований у Луговому 7 лютого 2015-го.

## Нагороди та вшанування
За особисту мужність і героїзм, виявлені у захисті державного суверенітету та територіальної цілісності України, вірність військовій присязі під час російсько-української війни, нагороджений
- орденом «За мужність» III ступеня (26.2.2015, посмертно).
- 25 травня 2015 року на фасаді школи у селі Миляч, де він навчався, встановлено пам'ятну дошку.